# 雷默鎮區 (明尼蘇達州卡斯縣)
雷默鎮區（英語：Remer Township）是一個位於美國明尼蘇達州卡斯縣的行政鎮區。

## 人口
根據2020年美國人口普查的數據，雷默鎮區的面積為90.90平方千米，當中陸地面積為75.50平方千米，而水域面積為15.40平方千米。當地共有人口193人，而人口密度為每平方千米2人。